# Závoj (fotografie)
Závoj je ve fotografické a filmové technice označení pro ztmavnutí či zabarvení neosvětleného povrchu fotocitlivé vrstvy po úplném chemickém vyvolání. Obecně je považován za nežádoucí, v mnoha případech jej však nelze zcela odstranit. Kvantitativně se měří jeho optická hustota.

## Popis
Závoj může být způsoben řadou příčin. Mezi ně patří druh a stáří fotografického materiálu, způsob vyvolání, parazitní světlo či jiné druhy záření (působení světla či záření ale není často považováno za pravý závoj).
Závoj lze částečně potlačit pomocí zeslabovačů.

## Barevný závoj
U barevných materiálů může závoj způsobit posun barevných charakteristik. Barevný závoj však může vznikat i u černobílých materiálů, které vlivem nesprávného vyvolání mohou mít žluté nebo modrozelené zabarvení.

## Galerie